# Kenny Clark (Schiedsrichter)
Kenneth William „Kenny“ Clark (* 1. November 1961 in Schottland) ist ein ehemaliger schottischer Fußballschiedsrichter.

## Karriere
Kenny Clark begann im Oktober 1978 mit dem Schiedsrichterwesen. Neben seinem Studium an der Universität intensivierte der spätere Rechtsanwalt seinen eingeschlagenen Weg. In seiner Karriere als Schiedsrichter leitete er in den Spielzeiten 1999/2000, 2002/03 und 2007/08 drei Endspiele um den Schottischen Ligapokal. Sowie drei Finals um den Schottischen Pokal in den Spielzeiten 2000/01, 2002/03 und 2006/07. Zudem pfiff er jeweils eine Partie in der WM- und EM-Qualifikation und internationale Freundschaftsspiele. Des Weiteren kam er einmal im Europapokal der Pokalsieger und siebenmal im UEFA-Cup zum Zuge, sowie zahlreich in der heimischen Scottish Premier League. Als Assistent war Clark bei den Olympischen Spielen 1992 in Barcelona tätig, wurde jedoch nur in einem Spiel zwischen dem späteren Sieger Spanien und Kolumbien eingesetzt.